# 황혼의 빛 (영화)
《황혼의 빛》(Laitakaupungin Valot, Lights In The Dusk)은 핀란드, 독일, 프랑스에서 제작된 아키 카우리스마키 감독의 2006년 드라마, 범죄 영화이다. 얀 히티아이넨 등이 주연으로 출연하였고 아키 카우리스마키 등이 제작에 참여하였다.

## 출연

### 주연
- 얀 히티아이넨
- 마리아 헤이스카넨
- 마리아 예르벤헬미
- 일까 꼬이뷸라

### 조연
- 토미 코펠라
- 주하니 니에멜라
- 마티 오니스마
- 카티 오우티넨
- 술레비 펠톨라
- 안티 레이니
- 페르티 스베홀름